# Ely (Minnesota)
Ely es una ciudad ubicada en el condado de St. Louis en el estado estadounidense de Minnesota. En el Censo de 2010 tenía una población de 3460 habitantes y una densidad poblacional de 488,45 personas por km².

## Geografía
Ely se encuentra ubicada en las coordenadas 47°54′18″N 91°51′11″O / 47.90500, -91.85306. Según la Oficina del Censo de los Estados Unidos, Ely tiene una superficie total de 7.08 km², de la cual 7.07 km² corresponden a tierra firme y (0.18%) 0.01 km² es agua.

### Clima
| Parámetros climáticos promedio de Ely, Minnesota, normales 1991–2020, extremos 1998-presente | Parámetros climáticos promedio de Ely, Minnesota, normales 1991–2020, extremos 1998-presente | Parámetros climáticos promedio de Ely, Minnesota, normales 1991–2020, extremos 1998-presente | Parámetros climáticos promedio de Ely, Minnesota, normales 1991–2020, extremos 1998-presente | Parámetros climáticos promedio de Ely, Minnesota, normales 1991–2020, extremos 1998-presente | Parámetros climáticos promedio de Ely, Minnesota, normales 1991–2020, extremos 1998-presente | Parámetros climáticos promedio de Ely, Minnesota, normales 1991–2020, extremos 1998-presente | Parámetros climáticos promedio de Ely, Minnesota, normales 1991–2020, extremos 1998-presente | Parámetros climáticos promedio de Ely, Minnesota, normales 1991–2020, extremos 1998-presente | Parámetros climáticos promedio de Ely, Minnesota, normales 1991–2020, extremos 1998-presente | Parámetros climáticos promedio de Ely, Minnesota, normales 1991–2020, extremos 1998-presente | Parámetros climáticos promedio de Ely, Minnesota, normales 1991–2020, extremos 1998-presente | Parámetros climáticos promedio de Ely, Minnesota, normales 1991–2020, extremos 1998-presente | Parámetros climáticos promedio de Ely, Minnesota, normales 1991–2020, extremos 1998-presente |
| Mes                                                                                          | Ene.                                                                                         | Feb.                                                                                         | Mar.                                                                                         | Abr.                                                                                         | May.                                                                                         | Jun.                                                                                         | Jul.                                                                                         | Ago.                                                                                         | Sep.                                                                                         | Oct.                                                                                         | Nov.                                                                                         | Dic.                                                                                         | Anual                                                                                        |
| -------------------------------------------------------------------------------------------- | -------------------------------------------------------------------------------------------- | -------------------------------------------------------------------------------------------- | -------------------------------------------------------------------------------------------- | -------------------------------------------------------------------------------------------- | -------------------------------------------------------------------------------------------- | -------------------------------------------------------------------------------------------- | -------------------------------------------------------------------------------------------- | -------------------------------------------------------------------------------------------- | -------------------------------------------------------------------------------------------- | -------------------------------------------------------------------------------------------- | -------------------------------------------------------------------------------------------- | -------------------------------------------------------------------------------------------- | -------------------------------------------------------------------------------------------- |
| Temp. máx. abs. (°C)                                                                         | 8.3                                                                                          | 16.7                                                                                         | 24.4                                                                                         | 27.2                                                                                         | 34.4                                                                                         | 36.1                                                                                         | 37.2                                                                                         | 36.1                                                                                         | 33.9                                                                                         | 28.9                                                                                         | 22.2                                                                                         | 10.6                                                                                         | 37.2                                                                                         |
| Temp. máx. media (°C)                                                                        | -9.3                                                                                         | -5.1                                                                                         | 2.4                                                                                          | 10.3                                                                                         | 18.4                                                                                         | 24.1                                                                                         | 26.1                                                                                         | 25.5                                                                                         | 19.8                                                                                         | 10.9                                                                                         | 1.4                                                                                          | -6.3                                                                                         | 9.8                                                                                          |
| Temp. media (°C)                                                                             | -15.5                                                                                        | -12.8                                                                                        | -4.8                                                                                         | 3.3                                                                                          | 10.9                                                                                         | 16.7                                                                                         | 18.9                                                                                         | 18.4                                                                                         | 13.2                                                                                         | 5.6                                                                                          | -3.1                                                                                         | -11.2                                                                                        | 3.3                                                                                          |
| Temp. mín. media (°C)                                                                        | -21.6                                                                                        | -20.5                                                                                        | -12                                                                                          | -3.7                                                                                         | 3.3                                                                                          | 9.4                                                                                          | 11.8                                                                                         | 11.2                                                                                         | 6.6                                                                                          | 0.2                                                                                          | -7.4                                                                                         | -16.2                                                                                        | -3.2                                                                                         |
| Temp. mín. abs. (°C)                                                                         | -42.8                                                                                        | -45.6                                                                                        | -35.6                                                                                        | -24.4                                                                                        | -5.6                                                                                         | -1.7                                                                                         | 3.3                                                                                          | -1.1                                                                                         | -3.3                                                                                         | -15                                                                                          | -26.7                                                                                        | -39.4                                                                                        | -45.6                                                                                        |
| Precipitación total (mm)                                                                     | 26.9                                                                                         | 20.1                                                                                         | 34                                                                                           | 57.7                                                                                         | 75.9                                                                                         | 107.4                                                                                        | 114.3                                                                                        | 86.6                                                                                         | 122.4                                                                                        | 72.9                                                                                         | 43.2                                                                                         | 33.5                                                                                         | 795                                                                                          |
| Nevadas (cm)                                                                                 | 35.1                                                                                         | 23.6                                                                                         | 21.3                                                                                         | 19.6                                                                                         | 0.8                                                                                          | 0                                                                                            | 0                                                                                            | 0                                                                                            | 0                                                                                            | 5.3                                                                                          | 24.9                                                                                         | 33.5                                                                                         | 164.1                                                                                        |
| Días de precipitaciones (≥ 0.2 mm)                                                           | 11.4                                                                                         | 9.1                                                                                          | 8.6                                                                                          | 9.5                                                                                          | 14.0                                                                                         | 14.9                                                                                         | 12.6                                                                                         | 11.1                                                                                         | 12.2                                                                                         | 14.4                                                                                         | 10.0                                                                                         | 11.4                                                                                         | 139.2                                                                                        |
| Días de nevadas (≥ 0.2 cm)                                                                   | 12.1                                                                                         | 8.7                                                                                          | 5.7                                                                                          | 3.2                                                                                          | 0.4                                                                                          | 0.0                                                                                          | 0.0                                                                                          | 0.0                                                                                          | 0.0                                                                                          | 2.1                                                                                          | 6.8                                                                                          | 11.7                                                                                         | 50.7                                                                                         |
| Fuente: NOAA                                                                                 |                                                                                              |                                                                                              |                                                                                              |                                                                                              |                                                                                              |                                                                                              |                                                                                              |                                                                                              |                                                                                              |                                                                                              |                                                                                              |                                                                                              |                                                                                              |

## Demografía
Según el censo de 2010, había 3460 personas residiendo en Ely. La densidad de población era de 488,45 hab./km². De los 3460 habitantes, Ely estaba compuesto por el 95.92% blancos, el 0.95% eran afroamericanos, el 0.75% eran amerindios, el 0.66% eran asiáticos, el 0% eran isleños del Pacífico, el 0.14% eran de otras razas y el 1.56% pertenecían a dos o más razas. Del total de la población el 1.13% eran hispanos o latinos de cualquier raza.